# Elephant Cove
Die Elephant Cove (englisch für Elefantenbucht) ist eine kleine, runde Bucht an der Südküste Südgeorgiens nahe dem westlichen Ende der Insel. Sie liegt 800 m nördlich des Klutschak Point.
Die Benennung der Bucht als Elephant Bay geht vermutlich auf Robbenjäger zurück, die auf Südgeorgien stationiert waren. In dieser Form erscheint sie auch auf Kartenmaterial, das bei der Südgeorgienexpedition (1928–1929) des deutschen Forschungsreisenden Ludwig Kohl-Larsen entstand, bzw. auf solchem der britischen Discovery Investigations im selben Zeitraum. Die Umbenennung fand statt, um der geringen Größe der Bucht gerecht zu werden.